# Jo-Lonn Dunbar
Jo-Lonn D. Dunbar (* 13. März 1985 in Syracuse, New York) ist ein ehemaliger US-amerikanischer American-Football-Spieler in der National Football League (NFL). Er spielte als Inside Linebacker für die New Orleans Saints, mit denen er den Super Bowl XLIV gewinnen konnte, sowie für die St. Louis Rams.

## College
Dunbar besuchte das Boston College und spielte für deren Team, die Eagles, erfolgreich College Football.

## NFL

### New Orleans Saints
Beim NFL Draft 2008 fand er, trotz beachtlicher Leistungen auf dem College, zunächst keine Berücksichtigung, wurde danach aber von den New Orleans Saints als Free Agent unter Vertrag genommen, wo von Anfang an regelmäßig als Linebacker und in den Special Teams spielte. Im Dezember 2009 zog er sich einen Muskelfaserriss zu und war somit bei den folgenden Play-offs und auch beim Sieg im Super Bowl XLIV zum Zuschauen verdammt. Danach absolvierte er noch zwei weitere Saisonen bei den Saints.

### St. Louis Rams
2012 wechselte er zu den St. Louis Rams, für die er mit über 100 Tackles gleich seine erfolgreichste Spielzeit absolvierte.
Im darauf folgenden Jahr wurde er von der NFL wegen eines nicht näher spezifizierten Dopingvergehens für vier Spiele suspendiert, worauf er zunächst von seinem Team gefeuert, dann aber doch wieder verpflichtet wurde.

### Rückkehr zu den New Orleans Saints
Am 27. Oktober 2015 wurde er von den Rams entlassen, aber schon drei Tage später von den Saints engagiert, die nach Verletzungen von Dannell Ellerbe und David Hawthorne Probleme auf der Linebacker-Position hatten. Am 23. November wurde er wieder entlassen.
Obwohl er nie offiziell seinen Rücktritt vom aktiven Sport bekannt gab, bestätigte Dunbar 2017 in einem Interview sein Karriereende.